# Bài tập Kegel
Bài tập Kegel là một bài tập nhằm vào cơ mu cụt trong cơ thể người nhằm cải thiện chất lượng quan hệ tình dục. Phương pháp này giúp người tập cải thiện ham muốn,cương cứng tốt hơn, xuất tinh mạnh và nhiều hơn. Người ta có thể tập bằng dụng cụ hoặc bằng tay. Bài tập bao gồm siết chặt và thả lỏng cơ mu cụt trong vài giây.
Các bài tập Kegel nhằm mục đích tăng cường cơ sàn chậu. Những cơ này treo bàng quang của con người và giúp nó không bị chảy nước tiểu. Mọi người thường thực hiện các bài tập như vậy để giảm căng thẳng khi tiểu tiện (đặc biệt là sau khi sinh con) và để giảm xuất tinh sớm ở nam giới.
Một số công cụ tồn tại để trợ giúp với các bài tập này, mặc dù các nghiên cứu khác nhau tranh luận về hiệu quả tương đối của các công cụ khác nhau so với các bài tập truyền thống.
Bác sĩ phụ khoa người Mỹ Arnold Kegel lần đầu tiên công bố một mô tả về các bài tập như vậy vào năm 1948.